# ФК Сао Пауло
Фудбалски клуб Сао Пауло (порт. São Paulo Futebol Clube), је бразилски фудбалски клуб из Сао Паула, основан 25. јануара 1930. године, а онда поново основан 16. децембра 1935. године.